# DG 307
DG 307 byla česká undergroundová hudební skupina, kterou v roce 1973 založili Pavel Zajíček a Mejla Hlavsa. Její název je odvozen od označení psychiatrické diagnózy (Přechodné situační psychické poruchy), která umožňovala mladým mužům získat modrou knížku a vyhnout se povinné vojenské službě.
Společně s Plastic People of the Universe a dalšími undergroundovými kapelami byla DG 307 terčem perzekuce ze strany komunistického režimu. Represe vyvrcholily v roce 1976, kdy byl také Zajíček zatčen a rok vězněn. Po jeho propuštění proběhly jen dva koncerty DG 307 v roce 1979. V roce 1980 Zajíček emigroval a skupina nevyvíjela žádnou činnost. V roce 1992 znovuobnovil kapelu Zajíček spolu s Hlavsou projektem Uměle ochuceno.
Od roku 2016 byla skupina kvůli Zajíčkově zdravotnímu stavu neaktivní. V březnu 2024 Pavel Zajíček zemřel.

## Členové
Jediným stálým členem kapely byl její lídr Pavel Zajíček. Dále v ní v různých obdobích působili Milan Hlavsa, Michal Koval (baskytara), Ivan Bierhanzl (kontrabas, baskytara), Tomáš Schilla (violoncello), Petr Fučík (bicí), Tomáš Vtípil, Dalibor Pyš (el. housle), Josef Janíček, Ivo Pospíšil, Vladimír „Hendrix“ Smetana, Vladimír „Plivník“ Vyšín, Jaroslav Kukal, Jan Kindl, Miloslav Hájek, Otakar „Alfréd“ Michl, Jan Sahara Hedl, Pavel Zeman, Ladislav Leština, Antonín Korb, Eva Turnová, Jana Jonáková, René Starhon, Pavel Cigánek, Josef „Bobeš“ Rössler, Tobiáš Jirous, Oto Sukovský, Přemysl Drozd (bicí) a další.

## Diskografie
- Gift to the shadows (fragment) – 1982 Šafrán 78, Švédsko, LP
- DG 307 (1973–5) – 1990, Globus, CD
- Dar stínům (jaro 1979) – 1992, Globus, CD
- Pták utrženej ze řetězu (podzim 1979), 1993, Globus, CD
- Torzo (léto 1980) – 1993, Globus, CD
- Uměle ochuceno (Artificially flavored, 1992, Újezd MC, CD, LP
- koncert „Tvář jako Botticelliho Anděl“, 1995, vlastní náklad, pouze MC
- Kniha psaná chaosem, 1996, Globus CD
- Siluety, 1998, vlastní náklad CD
- Koncert, 1999, Indies CD, MC
- Pavel Zajíček – Zvuky sirén a zvonů (NÉNIE) (Autorské čtení – Evangelický kostel U Salvátora z 5.6.2001, Praha), 2001, CD
- Artificially flavored (Uměle ochuceno), 2001, Guerilla Records CD
- Siluety – 2001, Guerilla records, CD (reedice vydání z r. 1998)
- Šepoty a výkřiky – 2002, Guerilla Records, CD
- Historie hysterie (Archiv dochovaných nahrávek 1973–75), 2002, Guerilla Records CD
- Nosferatu (hudba k němému filmu Upír Nosferatu), 2004, Guerilla records CD
- DG 307 – LIVE (17.4.2005) – 2005, Guerilla records CD
- Pavel Zajíček – Kakofonie cesty, 2007, Guerilla Records, CD
- Květy podzimu – barvy jara /live at La Fabrika, 2008, La Fabrika, CD
- Veřejná zkouška/Public rehearsal Praha–New York, 2009, Ears&Wind Records, CD-R v plechovce
- Magický město vyhořelo – koncert z roku 1994, 2008, Guerilla Records, CD
- V katedrálách ticha – koncert z roku 1994, 2011, Guerilla Records, CD
- Pavel Zajíček – Podobenství 2011, Guerilla Records, CD
- Životy? Nebo bludné kruhy?, 2013, Guerilla Records, CD
- Svědek spálenýho času /komplet nahrávek z let 1979–1980/ (Dar stínům /jaro 1979/ – Pták utrženej ze řetězu /podzim 1979/ – Torzo /léto 1980/), 5CD, Guerilla Records, 2013